# Lyman E. Barnes
Lyman Eddy Barnes, född 30 juni 1855 i Weyauwega, Wisconsin, död 16 januari 1904 i Appleton, Wisconsin, var en amerikansk politiker (demokrat). Han var ledamot av USA:s representanthus 1893–1895.
Barnes tillträdde 1893 som kongressledamot och efterträddes 1895 av Edward S. Minor.
Barnes ligger begravd på Riverside Cemtery i Appleton.